# Charroux (Vienne)
Charroux ist eine französische Gemeinde mit 1046 Einwohnern (Stand 1. Januar 2022) im Département Vienne in der Region Nouvelle-Aquitaine; sie gehört zum Arrondissement Montmorillon und zum Kanton Civray.

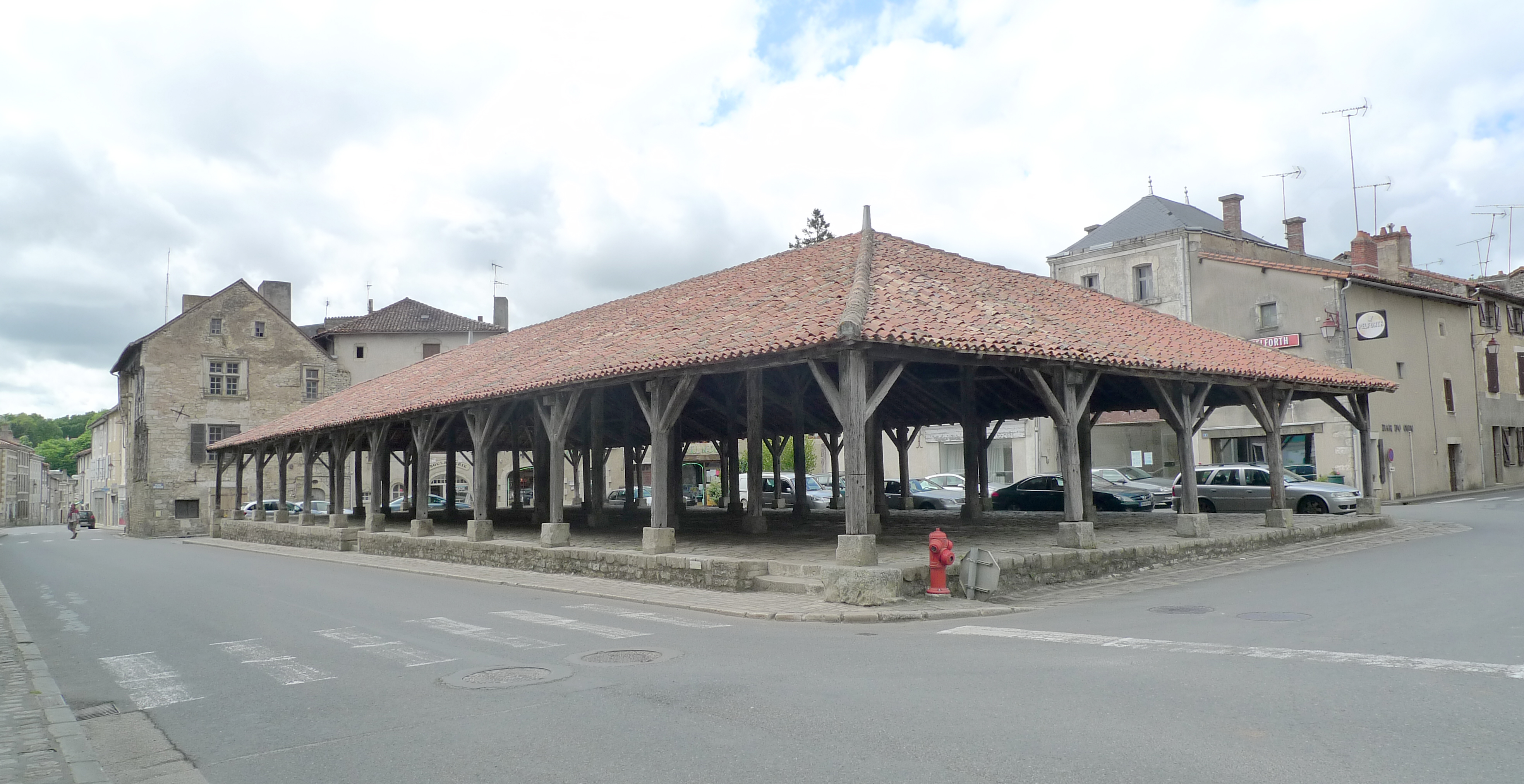
Markthalle

## Geschichte
Der Gründungsbericht von 780/790 erzählt, dass der Bischof von Saintes mit einigen Amtsbrüdern ein Kloster zu Ehren des Hl. Salvator „in loco nuncupato Karroffo“ errichtet hat (Chartes et documents ... de Charroux, Nr. 053). Zwischen 785 und 800 erfolgte eine Besitzbestätigung durch König Karl I. (D_Kar_1, Nr. 194). Dessen Sohn Ludwig der Fromme bestätigte 815 für „Carrofensi“ diesen Besitz erneut (BM 0573 = Reg.Imp. I, Nr. 573). Im Kapitulare Ludwigs des Frommen von 817 ist ein „Monasterium Kayrofini“ enthalten (Capit_1, Nr. 171). Zwischen 830 und 839 wurden dem Kloster zunächst noch einmal von Ludwig dem Frommen, danach auch von Lothar I. und von Karl (II.) dem Kahlen seine Immunität, seine Besitzungen und seine Schifffahrtsrechte auf der Loire bestätigt (Reg.Imp. I, 876 + 913; Reg.Imp. I,2,1,21). 840/61 wies Karl der Kahle dem Kloster entfremdete Güter wieder zu (D_Charles_II, Nr. 236bis). Er bestätigte 874 dem Kloster auch bestimmte Privilegien (D_Caroli_Calvi Nr. 252). 989 trafen sich geistliche und weltliche Herrscher des Westfrankenreichs hier auf einem Konzil, auf dem unter der Schirmherrschaft Wilhelms IV., Herzog von Aquitanien und Graf von Poitou, der Gottesfrieden verkündet wurde (Mansi, G. D., Sacrorum conciliorum ..., ND 1961, auch in Gergen, Th., Pratique juridique de la paix ..., NA 2004). 1050 bestätigte Leo IX. dem Kloster den päpstlichen Schutz und den gesamten Besitz (Reg.Imp. III, Nr. 780). Im  Hochmittelalter war Charroux die Hauptstadt der Grafschaft La Marche.

## Bevölkerungsentwicklung
| Jahr      | 1962 | 1968 | 1975 | 1982 | 1990 | 1999 | 2009 | 2018 |
| Einwohner | 1509 | 1621 | 1644 | 1552 | 1428 | 1319 | 1165 | 1137 |

## Wappen
Beschreibung: In Blau eine silberne Mitra von drei golden tingierten Lilien begleitet.

## Sehenswürdigkeiten
- Von der Abtei Saint-Sauveur de Charroux, einer im Jahr 785 von Roger, Vizegraf von Limoges, gegründeten und 1762 geschlossenen Benediktiner-Abtei sind nur noch Reste erhalten.
- Markthalle aus dem 16. Jahrhundert (Monument historique)

Siehe auch: Liste der Monuments historiques in Charroux (Vienne)